# Steve Mix
Steven Charles Mix, detto Steve (Toledo, 30 dicembre 1947), è un ex cestista e allenatore di pallacanestro statunitense, professionista nella NBA e nella ABA: tra gli incarichi da lui svolti va ricordato quello di head coach della Trine University di basket femminile..

## Carriera
Venne selezionato dai Detroit Pistons al quinto giro del Draft NBA 1969 (61ª scelta assoluta).

## Palmarès
- NBA All-Star (1975)